# Hunya Dániel
Hunya Dániel (Endrőd, 1900. április 29. – Érd, 1957. november 6.) jezsuita szerzetes pap, több mint 20 éven keresztül a Szeged-Csanádi egyházmegye 1930-ban alapított szemináriumának lelki vezetője, spirituálisa volt, aki a magyar katolikus papság lelkiségére nagy hatással volt egyrészt a papnevelés révén, másrészt az általa indított Papi lelkiség folyóirat révén.

## Élete
1900-ban született a mai Szeged-Csanádi egyházmegye területén, Endrődön. Apja eleinte nem akarta elengedni szerzetesnek, csak világi (egyházmegyés) papnak. Hunya Dániel azonban kikötötte, hogy "Bármilyen pályára elmegyek, amit édesapám kíván, de kijelentem, hogy boldog csak akkor leszek, ha jezsuita pap leszek." Ennek hatására apja megenyhült, és 1919-ben beléphetett Jézus Társaságába. Feldkirchben kezdte meg noviciátusát. 1921-től Szegeden hallgatott filozófiát, 1924-25-ben a pécsi Pius Gimnázium internátusának prefektusa volt, teológiai tanulmányait 1926 és 1929 között Innsbruckban végezte. 1928. július 31-én Budapesten szentelték pappá. 1930-ban a kapornaki rendház lakója volt.
Tanulmányai elvégeztével már szentelése évében, kivételes módon újmisésként, a szeminárium elöljárói közé került. A jezsuita rendtartomány ezt az alig 30 éves, rokonszenves és megnyerő egyéniségű fiatal papot nevezte ki az akkor induló szegedi nagyszeminárium spirituálisának.
Hunya Dániel egész lényével azon volt, hogy a magyar papságot a lehető legjobbá tegye. Ennek egyik eszköze az általa szerkesztett Papi lelkiség című folyóirat volt, amely az egész országban hatást gyakorolt a papokra.Teret engedett minden olyan megmozdulásnak, amely növelhette a kispapok tapasztalatát és felkészültségét. Glattfelder püspök teljes bizalommal hagyatkozott rá a papnevelésben. Életműve példa az áldozatos papi életre, hiszen teljesen a kispapokért élt, illetve a szenvedések türelmes elviselésére, hiszen súlyos betegségekkel küszködött a szemináriumi évek kezdetétől egészen haláláig. Az 50-es évektől 4-5 megfigyelő személy készített jelentést róla az ÁVH-nak. 1956-ban 5 hónapra fogva tartották, majd vádemelés nélkül szabadon engedték. P. Hunya élete utolsó éveiben már ápolásra szorult, 57 éves korában halt meg. Szegeden temették el a Belvárosi Temetőben.

## Tevékenysége spirituálisként
Hunya Dániel a bensőséges élet garanciáját abban látta, ha a szeminárium ideje alatt személyesen vezet és kísér minden egyes kispapot. A Hunya-féle rekollekciók lényege a lelki beszámolás volt. Havonta az összes kispapnak meg kellett jelennie a spirituális előtt és különböző szempontok alapján be kellett számolni kinek-kinek saját lelki életéről. A spirituálist sokan szigorúnak élték meg, hiszen előtte nem lehetett a lelki életet megjátszani. Amikor a kispapok megnyilatkoztak lelki életükről, el tudta dönteni, hogy azok valóban megélt tapasztalatokról szólnak, vagy csak kitalált álproblémák. Az országban akkortájt tapasztalható szegénység miatt sokan próbálták meg a papságot hivatás nélkül a biztos megélhetés reményében. Akik valódi hivatás nélkül érkeztek, nehéznek találták ezeket a beszámolókat. Hunya Dániel a felszínen mindig átlátott, s a lelki problémák gyökereit nagyon jól érzékelte. Aki valóban lelki életet élt és átelmélkedte az esti punktákat (rövid elmélkedési témákat), az akár órákat is tudott vele beszélgetni. Aki viszont erre nem fordított időt, az kínzókamrának élte meg az atya szobáját. Módszerének sikerességét támasztja alá az, hogy szentelés után is jártak vissza hozzá atyák, hogy folytassa lelki vezetésüket.

### Esti punkták
Egyik tanítványa írja le benyomásait az esténként kiadott elmélkedési pontokról, azaz punktákról:
Felérkezik a kápolna kis pulpitusához, mint mindig, most is lihegve... (nem volt jó egészsége) Kissé csapott válla, csaknem kopaszra vágott haja, mély, tűzben égő nagy, barna szeme, sas orra, közepesnél nem magasabb, kissé köpcös alakja, energikus lépései kíváncsiságot keltenek... Rövid Veni Sancte után előszedi jegyzetét.” „Esti punktái előtt: halkan, de határozottan teszi anyag-körülírásait, megjegyzéseit, hasonlításait. Utána diktál: keveset, de jól megrágva, jól stilizálva. Közvélemény, hogy »pötyögtetései« fölérik, sőt verik diktálásra készített anyagát. Kitűnő miliő-teremtő, beágyazó apróság-lécecskék, amik legalább annyira érdekesek, mint fontosa; néha megdöbbentően szubjektívek, megrendítőek.” „Öt év elmélkedéseit diktálta minden este. Volt amikor háromnegyed óra alatt csak 5-6 sort írtunk. A többi időt »magyarázta«. Ekkor jöttek a nagy »hunyaizmusok«. Az általában hókadt színű arc piros lett, az ízületi gyulladásban össze-visszamarjult ujjú kezek ökölbe szorultak, s az alig hallhatóan beszélő ember olyan tüzesen szórta a szavakat, hogy perceken belül berekedt. […] Egy-egy ilyen punkta után meg lehetett figyelni, hogy a legtöbben esti ima gyanánt nem a könyvből szokásos imát végezték, hanem félkönyökre támaszkodva a padon a levegőbe bámulta. Azt hiszem, hogy ilyenkor öntudatosodott mindaz az emberekben, amiket P. Hunya mondott. Ilyen punkták után, hiába »indított« a ceremonár, lassan ürült ki a kápolna.

### Papi lelkisége
Írásaiból kitűnik, hogy olyan lelkiséget akart átadni a kispapoknak, amely segíti őket a Krisztushoz való hasonulásban. Ehhez minden gyakorlati tanáccsal is ellátta a növendékeket.
Ebben nagy szerepet jelentett az áldozatvállalás és a szegényekkel való azonosulás. Azt a fajta papságot, amely a személyes jólétet helyezi mindenek fölé, élesen bírálta. „Az áldozatot nem vállaló pap zátonyra fut.” „Az igazi papságnak az lett volna a feladata, hogy hozzászegődjön a nyomorultakhoz”.– írja Hunya. Olyan papokat igyekezett nevelni, akik a kor visszásságaival bátran szembenéznek, és nem azt teszik, ami megszokott, hanem amit Isten elvár tőlük. Sokat idézett mondata, melyben Hunya Dániel Isten ráhagyatkozásra indító szavait tolmácsolja, a következő: „Ne legyen gondod életed útjaira, melyen járni akarsz. Ne legyen gondod az eszközökre, melyeket használni akarsz dicsőségem érdekében, csak egyre legyen gondod, hogy rám figyelj, szeress és teljesítsd akaratomat, melyet mindenkor megmutatok neked.”

### Szemináriumi kultúrtevékenységek
A lelki élet mellett a kispapoknak lehetőséget biztosított a kor kulturális és missziós tevékenységeibe való bekapcsolódásra. Megszervezte a Szent Gellért Akadémiát. Minden vasárnap a Dómban megünnepelt közös szentmise után, az ebéd előtti examenig, jó egy óra hosszán át hitbuzgalmi, szociális, irodalmi és szórakoztató ún. NEBÖK (Nevető Bölcsek Köre) szakosztály foglalkozásán vehettek részt a papnövendékek. A gyűlések megszervezésében és irányításában Hunya Dániel segítette a kispapokat. Különböző témájú előadásokat tartottak egymásnak, melyek végén hozzászólásokat lehetett tenni. Ezek nem voltak lapos, üres témák, hanem a kor aktuális témáit dolgozták fel, merítve a szociológiából és a kultúrából. A NEBÖK karácsonykor látogatta a rabokat a szegedi Csillag-börtönben, az Elmegyógyintézetet, a szegényeket a város peremterületein. Szerveztek mesterségtanulást, ami a jezsuita nevelés egyik sajátossága.
Sok témát feldolgoztak. A püspökségről engedély érkezett a kommunista ideológia tanulmányozására, hogy minél felkészültebb papok lépjenek ki szentelés után. A NEBÖK olykor készült farsangra, Mikulásra. Glattfelder Gyula püspök jubileumára színdarabot adtak elő a Városi Színházban. Ezeket mind Hunya Dániel tette lehetővé és segített, hogy a legapróbb részletek is tökéletesek legyenek. Ha kellett a „tökéletes” macska nyávogását maga mutatta meg egy színdarab kedvéért.
A hétköznapokhoz hozzátartozott a testnevelés óra. P. Hunya az egészség megőrzése végett tartotta fontosnak ezt, s külön tanárt fogadott a kispapok számára. Gondoskodott arról is, hogy a kor neves személyiségei előadásokat tartsanak. Az előadók között szerepelt dr. Sík Sándor, Bangha Béla, Badalik Sándor Bertalan és Halász Piusz. Később a kispapok a Kerkai Jenő-féle Szegeden induló KALOT mozgalomban is részt vehettek. Lehetőség volt még ezen kívül, hogy a kispapok bekapcsolódjanak a városban működő Szívgárda csoportok vezetésébe Bús Jakab jezsuita szerzetes felügyelete alatt. Itt gyakorolhatták a későbbi hittanosokkal való foglalkozás alapjait. Ennek emellett eszköze volt még a cserkészet. A szeminárium megnyitása után nem sokkal dr. Sík Sándor piarista szerzetes tartott előadást a cserkészetről, mint az ifjúságpasztoráció kitűnő módszeréről. Az előadás után a kispapok elhatározták, hogy teológus cserkészcsapatot szerveznek, melynek célja, hogy a világi vezetők hiányát jól képzett papcserkésztisztek pótolják. A szemináriumban megalakult tehát az 592. sz. Pázmány Péter-cserkészcsapat, melynek első vezetője Olasz Péter jezsuita szerzetes volt.
A szemináriumban zajló tevékenységet Hunya Dániel nagyban támogatta és részt is vett benne. Egyik egykori kispapja írja róla: „Rendkívüli igényessége, keménysége – amelyet tanítványaitól is megkívánt – nem zárta ki a derűt. Kispapjaival együtt állította össze a mikulási, a farsangi műsort, sőt szerepelni is hajlandó volt benne.” Mindezekből kitűnik az a szerteágazó tevékenység, mely a szemináriumot valóban értelmiségi központtá és izgalmas hellyé tette.

## Művei
- Az isteni főpap nyomában, 1-3.; Prugg, Eisenstadt, 1967–1971
- A nyáj a pásztorért. A papok lelki segítsége; összeáll. Hunya Dániel; Papi Lelkiség, Szeged, 1943

## Külső hivatkozások
- P. Hunya Dániel SJ Archiválva 2015. december 8-i dátummal a Wayback Machine-ben
- Zsódi Viktor, A szegedi egyházmegyeközi papnevelő intézet története 1930-1955 között Archiválva 2015. december 8-i dátummal a Wayback Machine-ben
- Péter László, A jezsuiták Szegeden
- Hunya Dániel emlékfüzet. A Magyar Papi Egység c. folyóirat különszáma. 1961. 17. sz.